# Johann Carl Friedrich Rellstab
Johann Carl Friedrich Rellstab, född den 27 februari 1759, död den 19 augusti 1813, var en tysk kompositör och musikkritiker, far till Ludwig Rellstab.
Rellstab var en mycket inflytelserik person inom Berlins musikliv. I sin ungdom studerade han klaver för Johann Friedrich Agricola och komposition för Carl Friedrich Christian Fasch. Han hade planerat att fortsätta studierna för Carl Philipp Emanuel Bach i Hamburg, när han 1779 var tvungen att ta över sin fars tryckeri.